# Moxo
El moxo (també conegut com a mojo, pronunciat "Moho") és qualsevol de les llengües arawak parlades pels moxos del nord-est de Bolívia. Les dues llengües existents del poble moxo, trinitario i ignaciano, són tan diferents entre si com de les llengües arawak veïnes. L'extinta magiana també era diferent.
Els idiomes moxo tenen una sintaxi activa-estativa.

## Antecedents sociolingüístics
Les llengües pertanyen a un grup de tribus que originalment anaven a través de la part alta del Mamoré, que s'estenien cap a l'est i l'oest des de Guapure (Itenes) fins als Beni, i que ara se centren a la província de Moxos, departament de Beni, Bolívia.
L'ignaciano s’utilitza a les reunions de la ciutat a menys que hi hagi persones forasteres, i és una assignatura obligatòria en els graus inferiors d’una sessió a la setmana. Potser la meitat dels nens aprenen Ignaciano. Als anys vuitanta hi havia menys de 100 monolingües, tots majors de 30 anys.

## Classificació
Les llengües moxo estan més relacionades amb Baure, Pauna i Paikonéka. Junts, formen les llengües Mamoré-Guaporé (anomenades així pel riu Mamoré i el riu Guaporé). Classificació de Jolkesky (2016): (2016)::8
- Llengües Mamoré-Guaporé
  - Bauré
    - Bauré
    - Carmelito
    - Joaquiniano
    - Muxojeóne

  - Moxeno
    - Ignaciano
    - Trinitário
    - Loretano
    - Javierano

  - Paikonéka
    - Paikonéka

  - Paunáka
    - Paunáka

Classificació de Danielsen (2011) i Danielsen & Terhart (2014: 226):
- Llengües Baure
  - Bauré
  - Carmelito
  - Joaquiniano
- Llengües Pauna
  - Paunáka
  - Paikonéka
- Llengües Mojo 
  - Trinitário
  - Ignaciano
  - Loretano
  - Javierano
  - Muchojeone

## Llista de paraules
Aquesta és una llista de paraules moxo amb la traducció corresponent:
| Català | Moxo   |
| ------ | ------ |
| Un     | Ikapia |
| Dos    | Apisá  |
| Tres   | Impúse |
| Home   | Ehiro  |
| Dona   | Eseno  |
| Sol    | Sáche  |
| Aigua  | Uni    |
| Foc    | Yuku   |
| Cap    | Nuxuti |
| Mà     | Nubupe |
| Dacsa  | Suru   |

Llista de paraules magíana publicada a finals del 1700 a Palau i Saiz (1989)::170
| Castellà   | Magíana     |
| ---------- | ----------- |
| bueno      | shiomá      |
| malo       | shiomallama |
| el padre   | papá        |
| la madre   | kay         |
| el hermano | nomasqui    |
| uno        | huestiche   |
| dos        | heravetá    |